# Aren Davoudi
Aren Davoudi (en persan : آرن داوودی چگانی), né le 12 juillet 1986, à Ispahan, en Iran, est un joueur iranien de basket-ball. Il évolue au poste de meneur.

## Palmarès
- Champion d'Asie 2009, 2013